# 20041 Gainor
20041 Gainor este o planetă minoră (asteroid), cu un diametru de 5,167 km, din centura de asteroizi. A fost descoperită pe 18 decembrie 1992 la JCPM Yakiimo Station⁠(d) de Akira Natori⁠(d). 
Obiectul prezintă o orbită caracterizată de o semiaxă mare de 2,5892421 UAi, o excentricitate de 0,19, o înclinație de 13,82611 ° în raport cu ecliptica.